# Palazzina Laf
Pour plus de détails, voir Fiche technique et Distribution.
Palazzina Laf est une comédie dramatique franco-italienne réalisée par Michele Riondino et sortie en 2023.
Il est adapté du livre Fumo sulla città (litt. « Fumée sur la ville ») de l'écrivain Alessandro Leogrande, décédé prématurément, qui aurait également participé à la production du scénario et à qui le film est dédié,. Le film a été présenté en avant-première au 18e Festival du film de Rome.
Au David di Donatello 2024, le film a reçu cinq nominations et a finalement remporté trois prix, respectivement pour le meilleur acteur principal (Michele Riondino), le meilleur acteur dans un second rôle (Elio Germano) et la meilleure chanson originale (La mia terra, écrite et interprétée par Diodato),.

## Synopsis
Tarente, 1997. L'ouvrier Caterino Lamanna vit dans une ferme qui souffre d'une mauvaise réputation à cause de sa proximité avec l'usine sidérurgique Ilva. Il est sur le point d'épouser Anna avec qui il partage le rêve de vivre en ville. Lorsque les dirigeants de l'entreprise décident de faire de lui un espion afin d'identifier les travailleurs dont ils souhaitent se débarrasser, Caterino commence à filer ses collègues dans le but de les dénoncer.
Bientôt, ne comprenant pas leur déchéance, il demande lui aussi à être placé dans le bâtiment LAF (acronyme de laminoir à froid), le secteur de l'usine Ilva réservé aux travailleurs gênants. C'est là que Caterino découvrira que ce qu'il croyait être le paradis est en fait l'enfer.

## Fiche technique
- Titre original : Palazzina Laf[8] (litt. « bâtiment LAF »)
- Réalisateur : Michele Riondino
- Scénario : Michele Riondino, Maurizio Braucci
- Photographie : Claudio Cofrancesco
- Montage : Julien Panzarasa
- Musique : Teho Teardo (it)
- Décors : Sabrina Balestra
- Effets spéciaux : Maurizio Alario
- Production : Carlo Degli Esposti, Nicola Serra, Valerio Palusci
- Sociétés de production : Bravo, Palomar (it), Paprika Films, Rai Cinema
- Pays de production :  Italie -  France
- Langue originale : italien
- Format : couleurs
- Durée : 99 minutes
- Genre : comédie dramatique
- Dates de sortie :
  - Italie : 21 octobre 2023 (Festival du film de Rome) ; 30 novembre 2023 (sortie nationale)

## Distribution
- Michele Riondino : Caterino Lamanna
- Elio Germano : Giancarlo Basile
- Vanessa Scalera : Tiziana Lagioia
- Anna Ferruzzo : Procureur général
- Domenico Fortunato : Angelo Caramia
- Gianni D'Addario : Franco Orlando
- Michele Sinisi : Aldo Romanazzi
- Fulvio Pepe : Renato Morra
- Marina Limosani : Rosalba Liaci
- Eva Cela : Anna
- Pierfrancesco Nacca : Fabio
- Paolo Pierobon : Moretti

## Production

### Genèse et développement
Le film raconte, à travers les yeux d'un ouvrier, l'un des cas les plus graves d'abus sur le lieu de travail dans l'histoire de l'Italie,. Le titre de l'œuvre reprend le nom du bâtiment, adjacent au laminoir à froid, dont les événements sont relatés. Dans les années 1990, les propriétaires et les directeurs de l'usine Ilva de Tarente, qui appartenait à l'époque au groupe Riva SpA, ont décidé d'enfermer les employés qui s'étaient opposés à la modification du contrat, c'est-à-dire à la rétrogradation au statut d'ouvrier, une pratique illégale et dangereuse pour les travailleurs eux-mêmes,.

### Tournage
Le film a été tourné à Tarente, dans le quartier de Tamburi, y compris la paroisse de Jésus Divin Ouvrier, visible dans les premières scènes du film, dont la mosaïque représente le Christ bénissant les ouvriers, les pêcheurs, les femmes au foyer, les professionnels depuis le pont tournant, sur fond de bateaux et de cheminées ; une mosaïque filmée dans le film qui montre crûment les contradictions de la ville. Le film a également été tourné à Massafra, dans la province de Tarente, et à l'intérieur de l'ancienne aciérie Lucchini à Piombino, en Toscane, où certains environnements ont été entièrement recréés, comme l'entrée de l'aciérie, la cokerie et le bâtiment de la LAF lui-même,.